# Kredittheorie

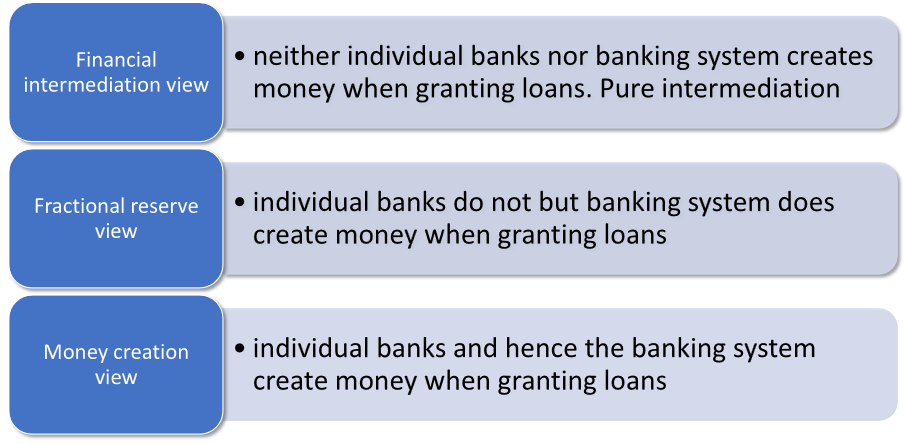
Systematisierung dreier Kredittheorien durch IWF gegenüber der OECD (2019):
1. Klassische Theorie,
2. Geldschöpfungsmultiplikator-Theorie (als obsolete „Hybrid-Theorie“) und
3. Moderne Kredittheorie (als „accounting reality“ postuliert).

Kredittheorie ist in der Volkswirtschaftslehre ein Sammelbegriff für mehrere, nebeneinander stehende, sich ganz oder teilweise gegenseitig widersprechende Theorien, die sich mit Entstehung, Funktionen, Wesen sowie Wirkungen von Krediten auf den Kreditmärkten befassen.

## Allgemeines
Die Kredittheorie wird wie die Geldtheorie von dem Theorienstreit darüber tangiert, ob Geldguthaben oder Kreditgewährungen den Ausgangspunkt für eine Theorie bilden. Im Zentrum dieser Diskussion steht die Frage, ob das Geld aus dem Kredit oder der Kredit aus angesammeltem Geld(guthaben) abzuleiten ist. Funktional erklärt die Geldtheorie unter anderem den Geldmarkt (mit Geldangebot und Geldnachfrage), die Kredittheorie insbesondere den Kreditmarkt (mit Kreditangebot und Kreditnachfrage).

## Begriffsbestimmung

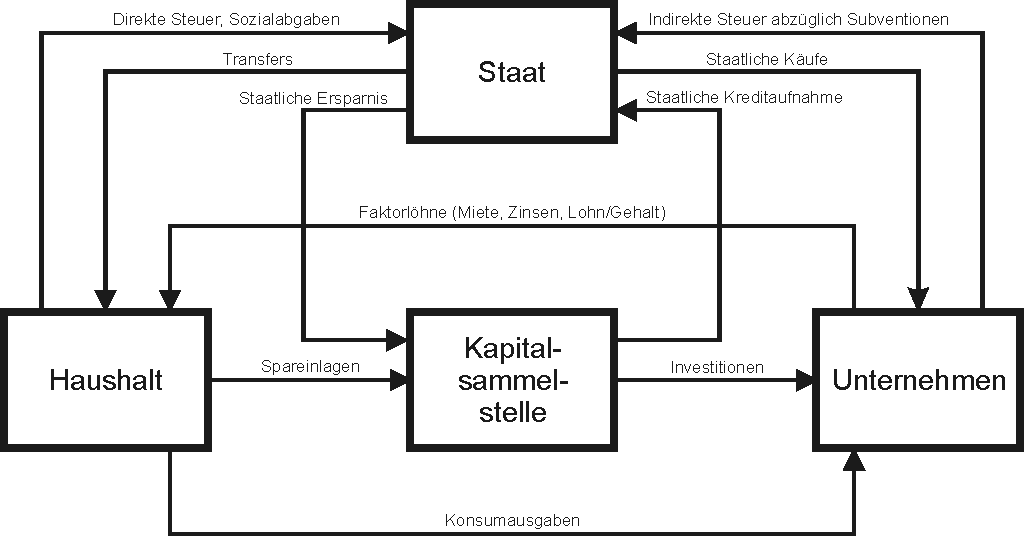
Das Modell Wirtschaftskreislauf innerhalb (veralteter) VWL-Lehrbücher geht entsprechend der klassischen Kredittheorie von Geschäftsbanken als reinen Finanzintermediären (Kapitalsammelstellen) aus.

Unterschieden wird zwischen klassischer und moderner Kredittheorie.

### Klassische Kredittheorie
Erkenntnisobjekt der klassischen Kredittheorie ist das Kreditgeschäft der einzelnen Kreditinstitute. Die klassische Kredittheorie geht davon aus, dass eine Bank die im Einlagengeschäft unterhaltenen Bankeinlagen als Refinanzierung für Kredite nutzt. Ihr Standpunkt ist: „Am (logischen) Anfang steht das Geld“. Die Höhe der Kreditgewährung werde durch den Bestand an Spareinlagen determiniert. Das Bankwesen übt bei ihr eine vermittelnde Rolle des Finanzintermediärs aus. In der klassischen Kredittheorie brachte der Kreditzins die Kreditnachfrage mit dem Kreditangebot auf dem Kreditmarkt in Einklang.
Ein wesentlicher Übergang von den Paradigmen der klassischen zur modernen Kredittheorie wurde im deutschen Sprachraum durch Karl Knies (1879), ab 1918 (durch H. G. Moulton) als Shiftability-Theorie bezeichnet, ausgelöst. Fortan galten Wertpapiere (inkl. Kreditforderungen des jeweiligen Kreditinstitutes) mit hoher Bonität als in Primärliquidität tauschbare sekundärliquide Mittel.

### Moderne Kredittheorie

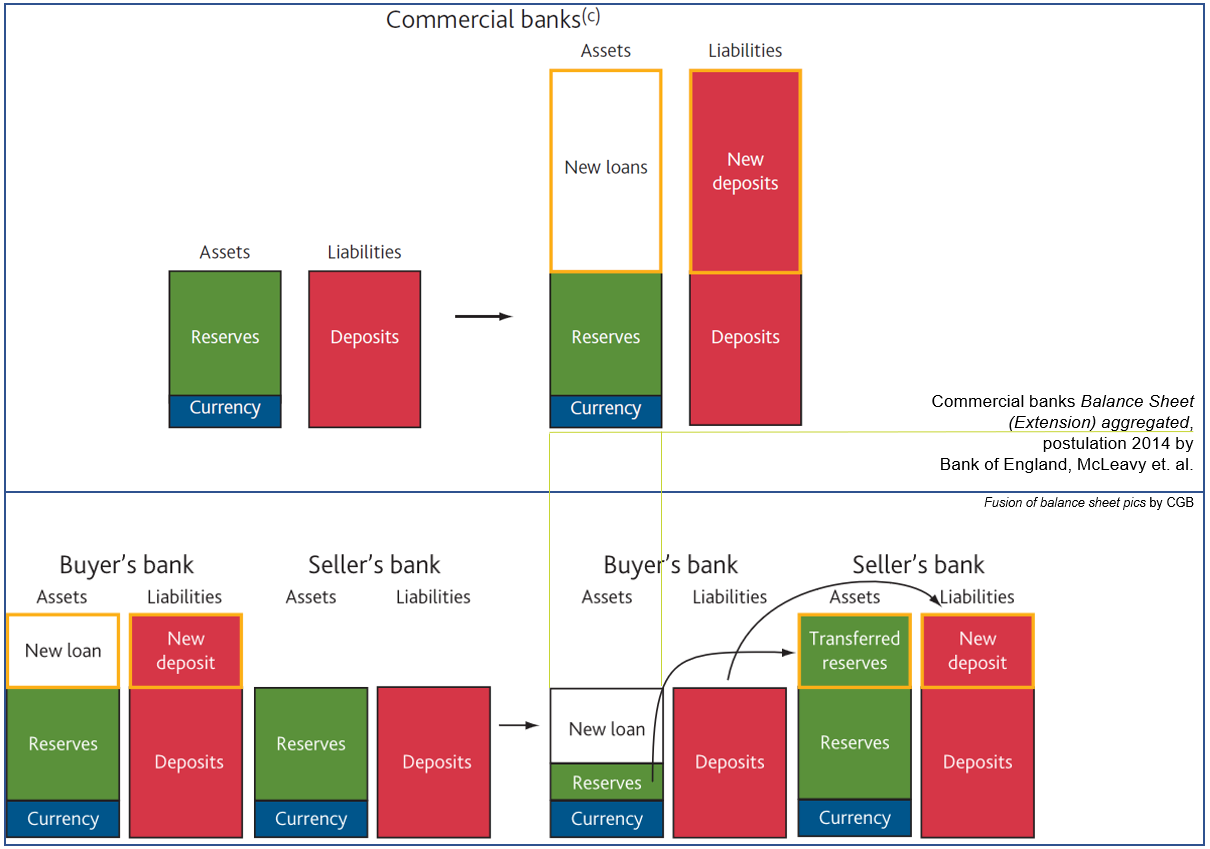
Versuch einer Synthese zwischen klassischer und moderner Kredittheorie (einzel- und gesamtwirtschaftliche Betrachtung durch die Bank of England, 2014).

Die moderne Kredittheorie hat erreicht, den Unterschied zwischen kurzfristigen und langfristigen Krediten durch fristenlose Modelle der Kreditschöpfung verschwinden zu lassen. Sparen als freiwilliger Konsumverzicht ist nicht mehr die einzige Finanzierungsquelle für Investitionen, sondern hinzu kommt die Kreditschöpfung des Bankensystems (Giralgeldschöpfung).
Die moderne Kredittheorie wurde von Henry Dunning Macleod ab 1891 begründet. Für ihn war Geld die höchste und allgemeinste Form des Kredits. Er gilt gleichzeitig als Begründer der Kreditschöpfungslehre, die ein zentraler Bestandteil der modernen Kredittheorie ist. Er war der Auffassung, dass die Geldschöpfung unterausgelastete Produktionsfaktoren (beispielsweise Unterbeschäftigung auf dem Arbeitsmarkt) deren Kapazitätsauslastung mobilisieren könne. Bereits 1882 hatte Macleod in Lectures on Credit and Banking erklärt, dass Banken keinerlei Einlagen verleihen.
Weitere Vertreter sind u. a. John Law (1705) und Adolph Wagner (1862). Die Einführung eines auf Grund und Boden basierenden Papiergeldes (Bodengeldtheorie) empfahl John Law im Jahre 1705 mit der Begründung, dass eine Vermehrung des Geldes „eine Beschäftigung der bislang Arbeitslosen“ ermögliche.
Joseph Schumpeter und Ralph George Hawtrey haben die moderne Kredittheorie weiterentwickelt, diese bestimmt den Kredit an den logischen Anfang: „Praktisch wie auch analytisch ist möglicherweise eine Kredittheorie des Geldes einer Geldtheorie des Kredites vorzuziehen“.
Nach Schumpeter (1911) entwickelte in Deutschland L. Albert Hahn (1920), inspiriert von Mcleod, Wicksell (1898), Schumpeter, seine Volkswirtschaftliche Theorie des Bankkredits und spricht darin von Banken als „Kreditmanufakturen“.
John Maynard Keynes (1930) schreibt innerhalb seines Werkes A treatise on money (dt. Vom Gelde): „Eine solche Bank schafft Ansprüche gegen sich selbst auf Hergabe von Geld, oder, wie wir diesen Tatbestand späterhin nennen wollen, sie schafft Depositen. […] Aber es gibt noch einen zweiten Weg, auf dem die Bank einen Anspruch gegen sich selbst schaffen kann. Sie kann selbst Werte kaufen, das heißt ihre Anlagen erhöhen und diesen Kauf, wenigstens zunächst, dadurch begleichen, dass sie einen Anspruch gegen sich selbst einräumt. Oder die Bank kann einen Anspruch gegen sich selbst zugunsten eines Kreditnehmers schaffen, und zwar gegen sein Versprechen späterer Rückzahlung; das heißt, sie kann Darlehen oder Vorschüsse geben. In beiden Fällen schafft die Bank das Guthaben.“
Der modernen Kredittheorie entsprechend gibt die Europäische Zentralbank seit 2017 wie folgt an: „Geschäftsbanken können auch ‚Innengeld‘ schaffen, d. h. Bankeinlagen – dies geschieht bei jeder neuen Kreditvergabe.“ Eine differenziertere Darstellung findet sich bei der Bank of England (2014) bzw. ab der dritten Phase der Kredittheorie innerhalb der Kreditmechanik.

#### Kreditmechanik
„Credit mechanics overcomes a one-sided, bank-centric view of money creation, which is often encountered in monetary theory. [...] the money supply is influenced by the interplay of loan creation and repayment rates.“

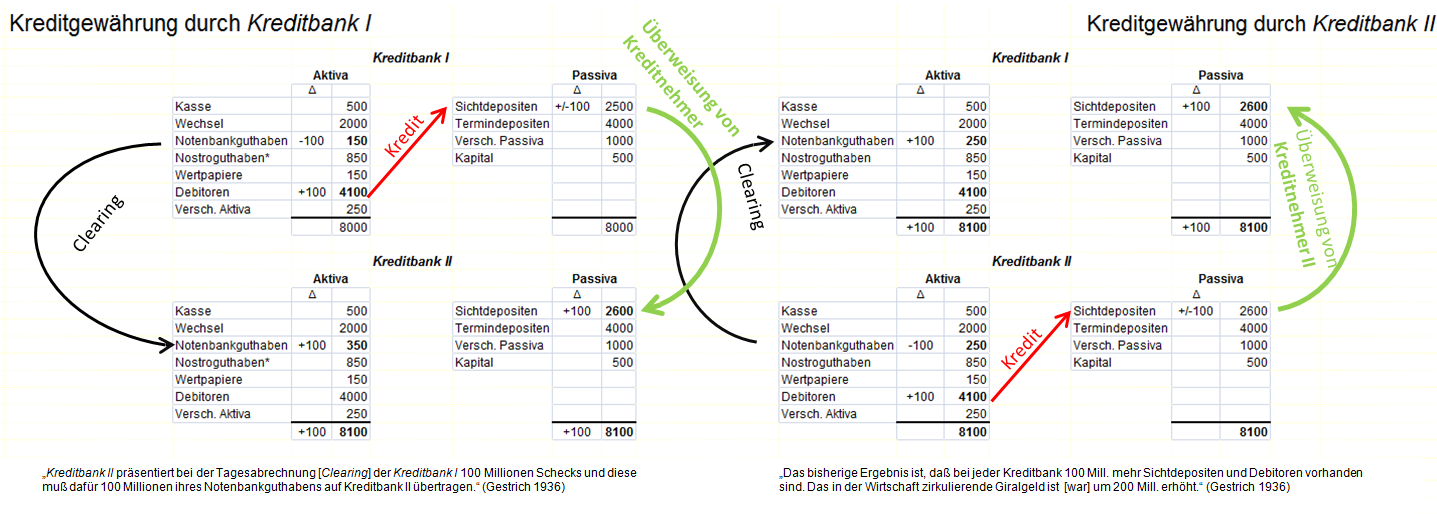
Modellfall: Kreditgewährung im Gleichschritt (Gestrich 1936).

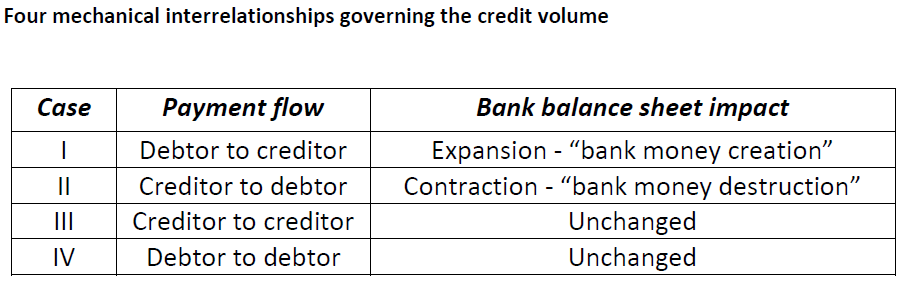
Vier kreditmechanische Gegenabhängigkeiten hinsichtlich (Un-)Veränderungen der Geldmenge

Nach Wolfgang Stützel stellt die dritte Phase der Theorie, die Kreditmechanik, gewissermaßen eine Synthese zwischen klassischer und moderner Kredittheorie dar und ist vor allem auf Wilhelm Lautenbach, Hans Gestrich, Otto Pfleiderer und Leonhard Gleske zurückzuführen. Nicht jede Kreditgewährung führt in voller Höhe zu Geldschöpfung. Es hängt davon ab, wem die Zahlungsströme zufließen – inwieweit aus Kreditgewährungen entstehende Zahlungsströme (von anderen Schuldnern) zur Tilgung offener Kreditschulden verwendet werden. Die aggregierte Bankbilanz verkürzt sich in dem Fall, wenn Kreditoren an Debitoren leisten und letztere ihre Kredite bedienen („Nettogeldvernichtung“).
Ob durch Kreditgewährungen der Geschäftsbanken (Geschäftsbankengeld) die Geldmenge signifikant steigt oder nicht, ist nicht nur von der jeweiligen Geldpolitik, sondern u. a. von Marktstimmung sowie von der gegebenen Wirtschaftslage abhängig.

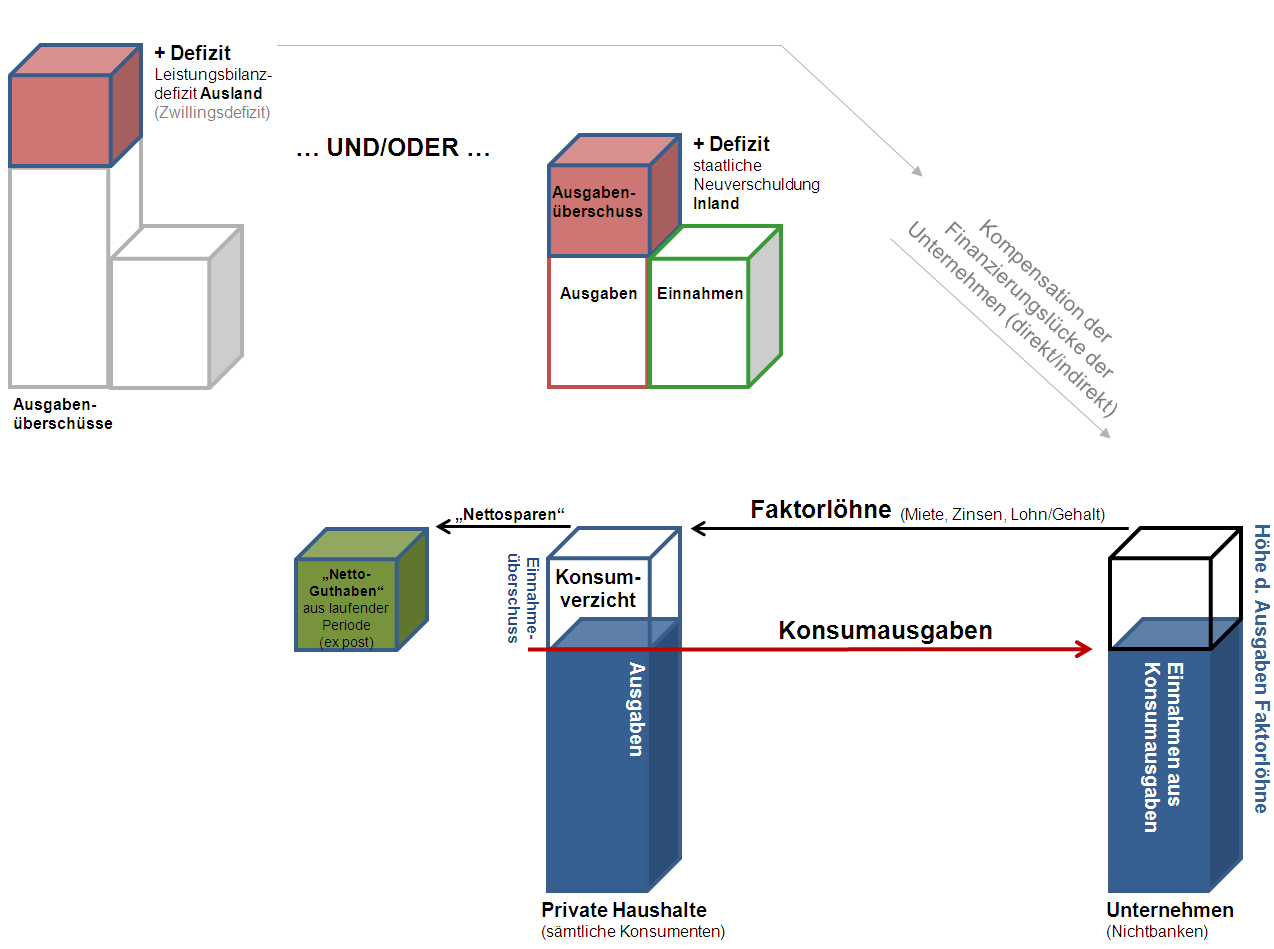
Zu Kreditbedarf der Unternehmen

Aus der Kreditmechanik resultiert die Erkenntnis, dass, um keine Konjunkturabkühlung zu riskieren, nicht nachfragende Geldsparvermögen, solange diese inaktiviert, der Kaufkraft entzogen werden, durch Kreditgewährung notwendig zu kompensieren sind. Von den Neoklassikern etwa wird dieser Sachverhalt (weiterhin) bestritten (siehe auch: Loanable Funds Theorie).
Ferner relativiert die Kreditmechanik die klassische Theorie des Crowding-out-Effektes, da Kreditgewährungen an Private mit Kreditgewährungen an den Staat (durch das Bankensystem) nicht als in Konkurrenz stehend betrachtet werden, im Gegenteil.
In seiner Saldenmechanik bringt es Wolfgang Stützel auf den Punkt: „Die Unternehmergewinne bleiben stets nur genau um jenen Betrag hinter dem Unternehmeraufwand für Konsum und Investition zurück, um den die Nichtunternehmer Einnahmeüberschüsse bilden.“ Das bedeutet, dass bei Bildung von monetären Überschüssen der privaten Nichtunternehmer (wie dies in der Gesamtheit üblicherweise auftritt) und gleichzeitig angestrebter Entschuldung der inländischen Unternehmen, dies überhaupt nur durch einen zusätzlichen Ausgabenüberschuss des eigenen und/oder eines ausländischen Staatshaushalts finanziert werden kann – umgekehrt können Budgetdefizite nur dann erfolgreich reduziert werden, wenn andere Haushalte entweder entsparen (bereits gebildete Geldvermögen aus kumulierten Einnahmeüberschüssen verbrauchen) und/oder ihrerseits ihre Ausgabenüberschüsse erhöhen.

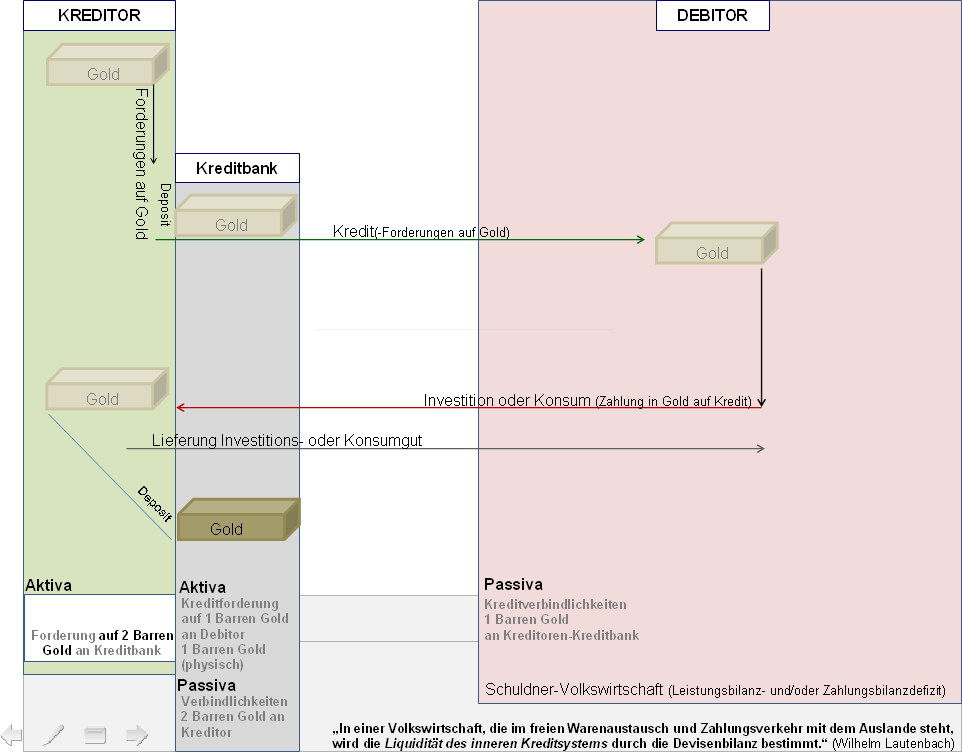
Gold-Kreditgeld

#### Kreditgeld
Entstehen aus dem „schöpferischen Bankkredit“ (aus der Nettokreditaufnahme der Nichtbanken) zusätzliche Zahlungsmittel, wird heute von Kreditgeld gesprochen. Kreditgeld ist so alt wie die materielle Schuld selbst bzw. genau so alt wie die Übertragung von Schuldforderungen zu Zahlungszwecken. Hierzu schrieb Keynes: „Denn die Verwendung von Bankgeld hängt von nichts anderem ab, als allein von der Entdeckung, daß in vielen Fällen die Übertragung der Schulden selber für die Abwicklung von Geschäften ebenso zweckdienlich ist wie die Übertragung des Geldes, auf das jene lauten. Ein Anspruch auf eine Schuld ist gleichzeitig ein Anspruch auf Geld, und soweit man auf die prompte Umwechslung eines Schuldtitels in Geld vertraut, spielt das Element der Entfernung bei der Tauglichkeit des Bankgeldes zur Abwicklung von Geschäften keine Rolle. Bankgeld in der Form von Wechseln war für die Zwecke der Abwicklung von Geschäften bei größeren Entfernungen in der alten Welt nicht weniger tauglich und notwendig als heute, wegen der geringen Kosten der Übermittlung im Vergleich zu den Kosten und Risiken eines Transportes von Bargeld.“
Heinrich Rittershausen wies darauf hin, dass genauso Einnahmeüberschüsse aus konventionellen Formen der Kreditvergabe als Kreditgeld zu verstehen sind. In beiden Fällen stehen Einnahmeüberschüsse monetären Schulden in gleicher Höhe gegenüber.
Der ökonomische Althistoriker Edward Cohen weist darauf hin, dass bereits die ersten Privatbanken der Welt, die Trapeziten im antiken Athen, (Gold-)Kreditgeld verwendeten.